# Verbum Domini

Brasão pontifício de Bento XVI

Verbum Domini é uma Exortação Apostólica Pós-Sinodal do Papa Bento XVI, sobre a "Palavra de Deus, na vida e na missão da Igreja".

## Descrição
O documento está dividido em cinco partes, a saber: Introdução, (I)- Verbum Dei (Palavra de Deus) subdividido em três partes: O Deus que fala - A resposta do homem a Deus que fala - A Hermenêutica da Sagrada Escritura na Igreja; (II)- Verbum Ecclesia (Palavra da Igreja) parte subdividida em três partes: A Palavra de Deus e a Igreja - Liturgia, lugar privilegiado da Palavra de Deus e a Palavra de Deus na vida eclesial; (III) Verbum Mundo (Palavra no mundo) subdividido em quatro partes e Conclusão: A missão da Igreja: anunciar a Palavra de Deus ao mundo - Palavra de Deus e compromisso no mundo - Palavra de Deus e Culturas - Palavra de Deus e Diálogo Inter-religioso . Vai dirigido a todo o episcopado, ao clero, às pessoas consagradas e aos fiéis leigos. Foi promulgado em 30 de setembro de 2010 (data da memória litúrgica de São Jerônimo, patrono dos estudos bíblicos) a próposito da XII Assembleia Geral Ordinária do Sínodo dos Bispos, ocorrida entre 5 a 26 de outubro de 2008 no Vaticano.